# I miei sei forzati
I miei sei forzati è un film del 1952 diretto da Hugo Fregonese, tratto dal libro autobiografico di Donald Powell Wilson.

## Trama
Il dottor Wilson è uno psicologo penitenziario che sottopone i detenuti ad alcuni test al fine di procedere, in base ai risultati ottenuti, alla loro rieducazione. Gli inizi sono poco incoraggianti: il direttore del carcere è scettico e i primi esperimenti sono disastrosi. Wilson però non demorde: sceglie sei detenuti per fargli da assistenti e fa partire l'esperimento. Uno dei sei ha accettato l'incarico per rompere la monotonia, uno per simpatia verso il dottore, un omicida per avere un minimo di libertà e tentare l'evasione.
I sei uomini vengono a poco a poco trasformati da Wilson grazie alla comprensione, all'affetto, alla solidarietà e all'umanità. Quando l'omicida decide di tentare l'evasione esponendo il medico a un pericolo mortale, gli altri cinque bloccano l'esecuzione del piano, ma uno di essi rimane ferito. Gli episodi che si verificano nel carcere dimostreranno che i sei uomini sono stati trasformati dall'esperienza. Quando anch'essi usciranno dal penitenziario, potranno reinserirsi senza problemi nella società.